# Omloop van de Vlaamse Scheldeboorden
L'Omloop van de Vlaamse Scheldeboorden (it.: Circuito dei confini fiamminghi della Schelda) era una corsa in linea di ciclismo su strada maschile che si svolgeva annualmente nel mese di settembre, a Kruibeke, in Belgio. Dal 2005 al 2008 fece parte del calendario dell'UCI Europe Tour come evento di classe 1.1.

## Albo d'oro
Aggiornato all'edizione 2008.
| Anno    | Vincitore               | Secondo                 | Terzo                 |
| ------- | ----------------------- | ----------------------- | --------------------- |
| 1969    | Willy In 't Ven         | Roger Rosiers           | Richard Bukacki       |
| 1970    | Jacques Clauwaert       | Leen Poortvliet         | Jacques Germain       |
| 1971    | Giovanni Jimenez Ocampo | Jos Van Beers           | Frans Brands          |
| 1972    | Arthur Van De Vijver    | Paul Aerts              | Willy Scheers         |
| 1973    | Ronny Van De Vijver     | Albert Van Vlierberghe  | Ludo Van Der Linden   |
| 1974    | Willy Planckaert        | Alex Van Linden         | Richard Bukacki       |
| 1975    | Dirk Baert              | Giovanni Jimenez Ocampo | Louis Verreydt        |
| 1976    | Ludo Peeters            | Alfons De Bal           | Roger Rosiers         |
| 1977    | Alfons De Bal           | Eddy Vanhaerens         | Danny Clark           |
| 1978    | Alfons De Bal           | Eddy Verstraeten        | Livinus Klaasen       |
| 1979    | Dirk Heirweg            | Ludo Frijns             | Walter Dalgal         |
| 1980    | Gerard Blockx           | Benny Van Der Auwera    | Rudy Cottenies        |
| 1981    | Walter Schoonjans       | Rudy Matthijs           | Eric Van De Perre     |
| 1982    | Walter Schoonjans       | Benjamin Vermeulen      | Wayne Hildred         |
| 1983-88 | non disputato           |                         |                       |
| 1989    | Jan Bogaert             | Corneille Daems         | Steve Sefton          |
| 1990    | Adrie van der Poel      | Danny Neskens           | Kurt Onclin           |
| 1991    | Danny Neskens           | Pascal Elaut            | Benny Heylen          |
| 1992    | Ludo Giesberts          | Brian Holm              | Dirk De Wolf          |
| 1993    | Niko Eeckhout           | Patrick Van Roosbroeck  | Corneille Daems       |
| 1994    | Nico Emonds             | Bruno Risi              | Willy Willems         |
| 1995    | Wilfried Nelissen       | Jans Koerts             | Fabio Baldato         |
| 1996    | Rudy Verdonck           | Sammy Moreels           | Matthew Gilmore       |
| 1997    | Franky Van Haesebroucke | Adrie van der Poel      | Jan Hordijk           |
| 1998    | Gert Vanderaerden       | Wim Omloop              | Tom Steels            |
| 1999    | Geert Omloop            | Eddy Torrekens          | Danny Daelman         |
| 2000    | Gianpaolo Mondini       | Greg Henderson          | Tim Carswell          |
| 2001    | Martin Hvastija         | Jans Koerts             | Stefan van Dijk       |
| 2002    | Stefan van Dijk         | Ludovic Capelle         | Wesley Van Speybroeck |
| 2003    | Chris Peers             | Niko Eeckhout           | Hendrik Van Dijck     |
| 2004    | Stefan van Dijk         | Dennis Kraft            | Borut Božič           |
| 2005    | Niko Eeckhout           | Michael Blanchy         | Aart Vierhouten       |
| 2006    | Danilo Hondo            | Denis Flahaut           | Baden Cooke           |
| 2007    | Steven de Jongh         | Jean-Patrick Nazon      | Stefan van Dijk       |
| 2008    | Wouter Weylandt         | Hans Dekkers            | Wouter Van Mechelen   |